# Буклет
Букле́т (англ. booklet — «книжечка») — издание в виде одного листа печатного материала, сфальцованного любым способом в два или более сгибов. Традиционно буклеты изготавливаются на бумаге из листа формата А4 или меньше (рекламные издания, печатаемые форматом А4 и больше, называются проспектами).
Следует отличать буклет от листовки и брошюры, потому как листовкой считается печатная продукция с одним сгибом, либо вовсе без них. Под брошюрой же понимается непериодическое текстовое книжное издание (например, по стандартам СССР объёмом свыше 4, но не более 48 страниц), состоящее из двух основных элементов: блока и бумажной обложки, и скрепленных между собой при помощи шитья, скрепкой, ниткой или верёвкой и так далее.